# Asahi Shimbun

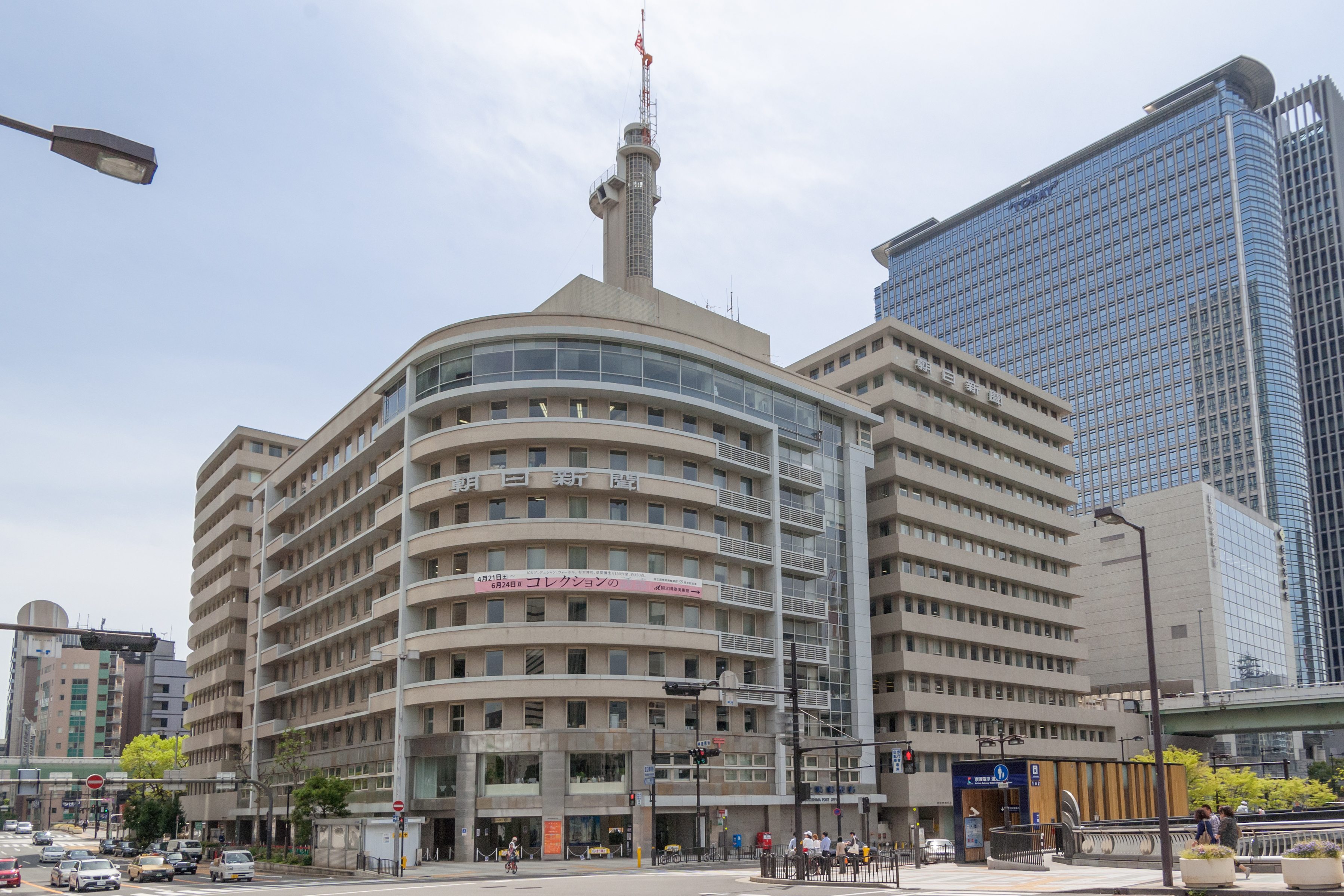
Het kantoor in Osaka

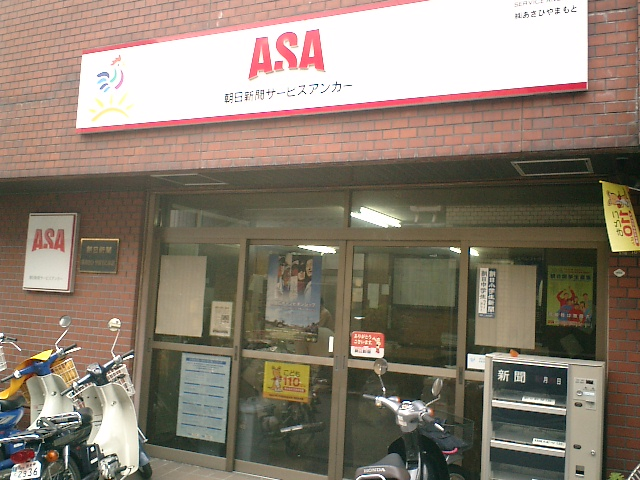
ASA, de verdeler van Asahi Shimbun

Asahi Shimbun (Japans: 朝日新聞) is de op een na grootste krant van de vijf nationale kranten van Japan. De andere vier zijn Yomiuri Shimbun, Mainichi Shimbun, Nihon Keizai Shimbun en Sankei Shimbun. De oplage van de krant bedroeg in 2020 5,16 miljoen voor de ochtendeditie en 1,55 miljoen voor haar avondeditie. De grootste krant van Japan is de Yomiuri Shimbun.
Asahi Shimbun werkt internationaal samen met de International Herald Tribune. Samen publiceren zij een Engelstalige editie de International Herald Tribune/The Asahi Shimbun. Asahi heeft eveneens een samenwerkingsverband met Renmin Ribao, de officiële krant van de Communistische Partij van China. De krant kan beschouwd worden als links-liberaal georiënteerd.

## Geschiedenis
- De krant werd opgericht op 25 januari 1879 in Osaka.
- Op 2 april 2001 werd de eerste Engelstalige editie van de International Herald Tribune/The Asahi Shimbun gepubliceerd.

## Kantoren
- Hoofdkwartier Tokio

Tsukiji, Chūō-ku, Tokio
- Hoofdkwartier Osaka

Nakanoshima, Kita-ku, Osaka
- Kantoor Seibu

Riverwalk Kitakyushu, Muromachi 1-1-1, Kokura Kita-ku, Kitakyushu
- Kantoor Fukuoka

Hakata Eki Mae 2-1-1, Hakata-ku, Fukuoka
- Kantoor Nagoya

Sakae 1-3-3, Naka-ku, Nagoya
- Kantoor Hokkaidō

Chūō-ku, Sapporo

## Trivia
- De schrijver Seichō Matsumoto werkte op de reclameafdeling van Asahi Shimbun tot hij zich in de jaren '50 volledig aan het schrijven ging wijden.